# Tetragnatha piscatoria
Tetragnatha piscatoria är en spindelart som beskrevs av Simon 1897. Tetragnatha piscatoria ingår i släktet sträckkäkspindlar, och familjen käkspindlar. Inga underarter finns listade i Catalogue of Life.